# Save Me from Myself
Save Me from Myself je debutové album Briana „Head“ Welche vydané 9. září 2008.

## Seznam skladeb
1. L. O. V. E. (6:31)
2. Flush (4:26)
3. Loyalty (5:07)
4. Re-Bel (5:40)
5. Home (6:52)
6. Save Me from Myself (5:44)
7. Die Religion Die (5:34)
8. Adonai (5:19)
9. Money (4:43)
10. Shake (4:48)
11. Washed by Blood (9:34)

## Sestava
- Brian „Head“ Welch – zpěv, kytara, syntezátor
- Archie J. Muise ml. – kytara
- Trevor Dunn – baskytara
- Tony Levin – baskytara
- Josh Freese – bicí
- Jennea Welch – zpěv
- Doug Angle – zpěv
- Christian McCullen – zpěv
- Elijah Jurewics – zpěv
- Hailey Cooper – zpěv
- Taylor Cooper – zpěv